# Чуб Ніна Василівна
Ніна Василівна Чуб (1927 — ?) — українська радянська партійна діячка, 1-й секретар Великобагачанського районного комітету КПУ Полтавської області. Депутат Верховної Ради УРСР 9-го скликання. 

## Біографія
З 1946 року — вихователь, комсорг ремісничого училища, завідувач відділу, 1-й секретар Зіньківського районного комітету ЛКСМУ Полтавської області.
Член ВКП(б) з 1952 року.
У 1956—1966 роках — штатний пропагандист, завідувач кабінету політичної освіти, 2-й секретар Зіньківського районного комітету КПУ Полтавської області.
Освіта вища. Закінчила Вищу партійну школу при ЦК КПРС.
У 1966 — після 1975 року — 1-й секретар Великобагачанського районного комітету КПУ Полтавської області.
З кінця 1970-х до 1985 року — заступник голови виконавчого комітету Полтавської обласної ради депутатів трудящих.
Потім — на пенсії.

## Нагороди
- орден Жовтневої революції
- орден Трудового Червоного Прапора
- ордени
- медалі